# Furina tristis
Espèce
Synonymes
- Glyphodon tristis Günther, 1858
- Mainophis robusta Macleay, 1877
- Denisonia fenestrata De Vis, 1905

Furina tristis est une espèce de serpents de la famille des Elapidae.

## Répartition
Cette espèce se rencontre :
- en Australie dans la péninsule du cap York et les îles du détroit de Torrès au Queensland ;
- en Papouasie-Nouvelle-Guinée dans le Sud-Ouest de la Nouvelle-Guinée orientale ;
- en Indonésie dans le Sud-Est de la Nouvelle-Guinée occidentale.

## Description
Furina tristis a le dos brun noirâtre uniforme. Il présente un large collier brun. Son ventre est jaunâtre.  Le spécimen décrit par Günther mesurait environ 80 centimètres dont un peu plus de dix centimètres pour la queue.

## Publication originale
- Günther, 1858 : Catalogue of Colubrine Snakes in the Collection of the British Museum, London, p. 1-281 (texte intégral).